# 斯潘措夫鄉
44°07′N 26°47′E / 44.117°N 26.783°E
斯潘措夫鄉（羅馬尼亞語：Comuna Spanțov, Călărași），是羅馬尼亞的鄉份，位於該國南部，由克勒拉希縣負責管轄，面積44平方公里，海拔高度21米，2007年人口4,610，人口密度每平方公里104人。